# Selenhexafluorid
Selenhexafluorid (SeF6) ist eine anorganische chemische Verbindung der Elemente Selen und Fluor. Selen liegt in seiner höchsten Oxidationsstufe +VI vor. Unter Normalbedingungen ist Selenhexafluorid ein farbloses, giftiges, leicht kondensierbares Gas.

## Darstellung
Ähnlich wie Schwefelhexafluorid lässt sich Selenhexafluorid aus den Elementen herstellen (Direktsynthese).
{\displaystyle {\ce {Se + 3 F2 -> SeF6}}}

## Eigenschaften

### Physikalische Eigenschaften
Physikalisch interessant ist Selenhexafluorid durch seine in Gasform relativ hohe Dichte. Der Sublimationspunkt liegt bei Normaldruck bei −46,6 °C. Unter Druck und im geschlossenen System zeigt die feste Substanz auch einen Schmelz- und Siedepunkt. Seine kritische Temperatur liegt bei 72,4 °C, die Tripelpunkt-Temperatur bei −34,7 °C.

### Chemische Eigenschaften
Selenhexafluorid ist aufgrund seines symmetrischen, dichten Molekülbaus ähnlich reaktionsträge wie Schwefelhexafluorid, wenngleich thermisch etwas instabiler. Im Gegensatz zu seinem höheren Homologen Tellurhexafluorid wird es von Wasser nur sehr träge hydrolysiert, wobei Fluorwasserstoff und Selensäure entstehen. Bei erhöhter Temperatur reagiert die Verbindung mit Ammoniak zu explosivem Tetraselentetranitrid und Fluorwasserstoff.

## Verwendung
Selenhexafluorid wird als elektrischer Isolator in Bogenlampen-Elektroden und ähnlichem verwendet.